# 落とし子の戦い
『落とし子の戦い』は、HBOで放送されたファンタジー・ドラマ・シリーズである『ゲーム・オブ・スローンズ』の第6章『冬の狂風』の第9話である。デイヴィッド・ベニオフとD・B・ワイスによって脚本が書かれ、ミゲル・サポチニクが監督した。タイトルは、ジョン・スノウおよびラムジー・スノウの二人の落とし子の率いる軍同士の戦いに由来する。
デナーリスはドラゴンとドスラク人を使ってミーリーン包囲軍を倒し降伏させる。その後に訪れたヤーラとシオンと同盟を結び、艦隊を手に入れる。
ジョン・スノウは劣勢な軍を率いてボルトン軍との戦いに臨むが、リコンを殺されて逆上し、優勢な敵に敗れそうになる。サンサの手紙に応じたピーター・ベイリッシュ率いる谷間の軍が助けに来て救われ、ウィンターフェルを奪回する。サンサはラムジーを自身の飼い犬に食わせて復讐を果たす。

## あらすじ

### ミーリーンにて
親方たちに攻められるミーリーンで、デナーリス(エミリア・クラーク)は敵の船を焼き払い、敵の街を焼き払うことを主張する。ティリオン(ピーター・ディンクレイジ)は自分の父タイウィンの軍が迫った時、デナーリスの父王エイリスがキングズランディングを焼き打ちにしようとした事を思い出させ、代替案があるという。親方たちの艦隊が投石機でミーリーンを攻撃する中、デナーリス、ティリオン、 グレイ・ワーム(ジェイコブ・アンダーソン)、ミッサンデイ(ナタリー・エマニュエル)が、3人の親方と講和交渉をする。親方たちはデナーリスを〈乞食の女王〉と呼んで侮辱して降伏を求め、ピラミッドからの退去と、〈穢れなき軍団〉とミッサンデイの引き渡しを要求し、ドラゴンは始末すると言う。デナーリスは逆に親方たちの降伏を要求し、親方たちが拒否するとドロゴンが姿を現す。デナーリスはドロゴンに乗り、閉じ込められていた2頭のドラゴン-ヴィセーリオンとレイガル-も解放され、3頭は炎を吐いて親方たちの船を燃やす。ダーリオ・ナハーリス (マイケル・ユイスマン)はドスラク人を率いて、ミーリーンの門前で解放奴隷を襲っていた〈ハーピーの息子たち〉を蹂躙する。グレイ・ワームの呼びかけで、親方たちの護衛は主人を見捨てて逃げる。ティリオンは3人の親方たちに降伏を求め、代償として1人の命を差し出せと言う。2人が卑賤の生まれのイェッザン(エンツォ・クリエンティ)を選ぶが、グレイ・ワームはイェッザンを助命し、残りの2人を殺す。ティリオンは降伏を命じ、報復と奴隷制の復活を禁じる。
シオン(アルフィー・アレン)とヤーラ (ジェンマ・ウィーラン)がミーリーンにやって来てデナーリスに拝謁する。シオンとヤーラは叔父ユーロンを簒奪者と呼び、デナーリスがヤーラの〈塩の玉座〉への要求を支持し、鉄諸島の独立を許してくれれば鉄水軍の100隻の船と船方を提供すると言う。ユーロンもまた船をデナーリスに船を提供するだろうが、結婚を要求し、いずれはデナーリスを殺すだろうと言う。ティリオンは、親方たちから没収した船と合わせればウェスタロスに軍勢を運ぶのに十分だと言う。デナーリスはヤーラに自分を七王国の女王と認めさせ、略奪、放浪、襲撃、強姦を禁じたうえで、ヤーラと手を結ぶ。

### ウィンターフェルにて
ウィンターフェル城の前の野で、ジョン・スノウ(キット・ハリントン)、サンサ(ソフィー・ターナー)、トアマンド(クリストファー・ヒヴュ)、ダヴォス・シーワース(リアム・カニンガム)、リアナ・モーモントら攻撃側の代表は、ラムジー(イワン・リオン)、ハラルド・カースターク(Paul Rattray)、スモールジョン・アンバー(Dean S. Jagger)ら城の代表と面会する。ラムジーはジョンを落とし子と呼んで侮辱し、ジョンの軍の劣勢を嗤い、降伏を求める。ジョンはラムジーに一騎討ちを申し出るが、ラムジーは切断されたシャギードッグの頭を示し、戦いになれば捕えたリコン・スターク(アート・パーキンソン)を殺すと脅す。ラムジーはジョンの軍を、7日間餌を与えてない猟犬の餌にすると言う。双方が翌日の戦いに備えて陣に戻る。
その夜、ジョン、トアマンド、サンサ、ダヴォスらは軍議を開く。トアマンドは騎兵が脅威だと言い、ジョンは騎兵の回り込みを防ぐために塹壕を掘るべきだと言うがトアマンドは理解せず、ダヴォスは劣勢の自軍は慎重に戦わなければならないと言う。軍議の後、サンサはジョンに、自分はラムジーを知っていると言い、リコンの命は諦め、罠にはまらないよう警告する。その夜、ジョンは、翌日の戦いで自分が死んでも二度と甦らせないよう、メリサンドル(カリス・ファン・ハウテン)に命令するが、メリサンドルは受け入れない。夜、ダヴォスは陣の周りを歩き、シリーンが火あぶりにされた場所で、遺品を見つける。
翌日、ウィンターフェル城の前で、両軍は対峙する。ボルトン軍の前では、数名が皮を剥がれ、逆さまで磔にされて火あぶりとなっている。ラムジーはリコンを解き放ち、走ってジョンの陣まで逃げさせるゲームを始める。リコンは走り、ジョンは単騎で突出し迎えに行く。ラムジーは矢を放ち、ジョンの目の前でリコンは射ぬかれて殺される。ジョンは激怒して我を忘れ、そのまま単騎でラムジーの大軍に突進する。ジョンを救うためにダヴォスは騎兵の突撃を命じる。ラムジーは弓兵に一斉射撃を命じ、馬を射られてジョンは落馬する。ラムジーもまた騎兵の突撃を命じる。敵の騎兵がジョンに迫った時、味方の騎兵がジョンを追い越して双方の騎兵が激突する。ダヴォスが味方を射る事を恐れて敵味方の騎兵が入り乱れるところへの一斉射撃を控える中、ラムジーはかまわず一斉射撃を命じる。多くの敵味方の馬が倒れて乱闘となり、死体が折り重なる。ダヴォスは野人からなる残軍を率いて突撃するが、これを予期していたラムジーも残軍の進軍を命じ、歩兵が盾と長槍でジョンの軍を包囲する。ジョンの軍は三方をラムジー軍、一方を死体の山で取り囲まれ、次第に圧縮されて絶体絶命となる。
そこに角笛が聞こえ、サンサとピーター・ベイリッシュ(エイダン・ギレン)率いる谷間の騎兵の大軍が現れ、ジョンの軍を包囲するラムジー軍の歩兵を後方から蹂躙する。乱戦の中、トアマンドはスモールジョン・アンバーを殺し、ジョン、トアマンド、巨人らは逃げるラムジーを追いかける。ラムジーは城内に入り、誰にも城は落とせないと豪語するが、巨人が城門を打ち破ったが、最後にラムジーの矢を受けて息絶える。ジョンの軍が城内に乱入し、ラムジー軍を圧倒する。ラムジーは一騎討ちを望み、ジョンに矢を射かけ、ジョンは盾で防ぐ。ラムジーを倒して殴り続け、サンサの視線を感じて止める。
ウィンターフェルに掲げられたボルトン家の〈皮剥ぎ男〉の旗は降ろされ、スターク家のダイアウルフの旗に置き換えられる。サンサは牢に繋がれたラムジーのところに行って嘲り、腹を減らしたラムジー自身の猟犬をけしかけて主人を貪り食わせる。シリーンの遺品を手にしたダヴォスが、メリサンドルに近づく。

## 製作

### 脚本
原作者との話し合いにより、未刊の原作『冬の狂風』に基づいて脚本が書かれた。〈落とし子の戦い〉のシーンは、カルタゴ軍が2倍のローマ軍を包囲・殲滅したカンナエの戦い、山と積まれた死体が戦闘の障害となった南北戦争、イングランド軍の長弓隊がフランス軍の重装騎兵に圧勝したアジャンクールの戦いが参考にされた。

### 撮影

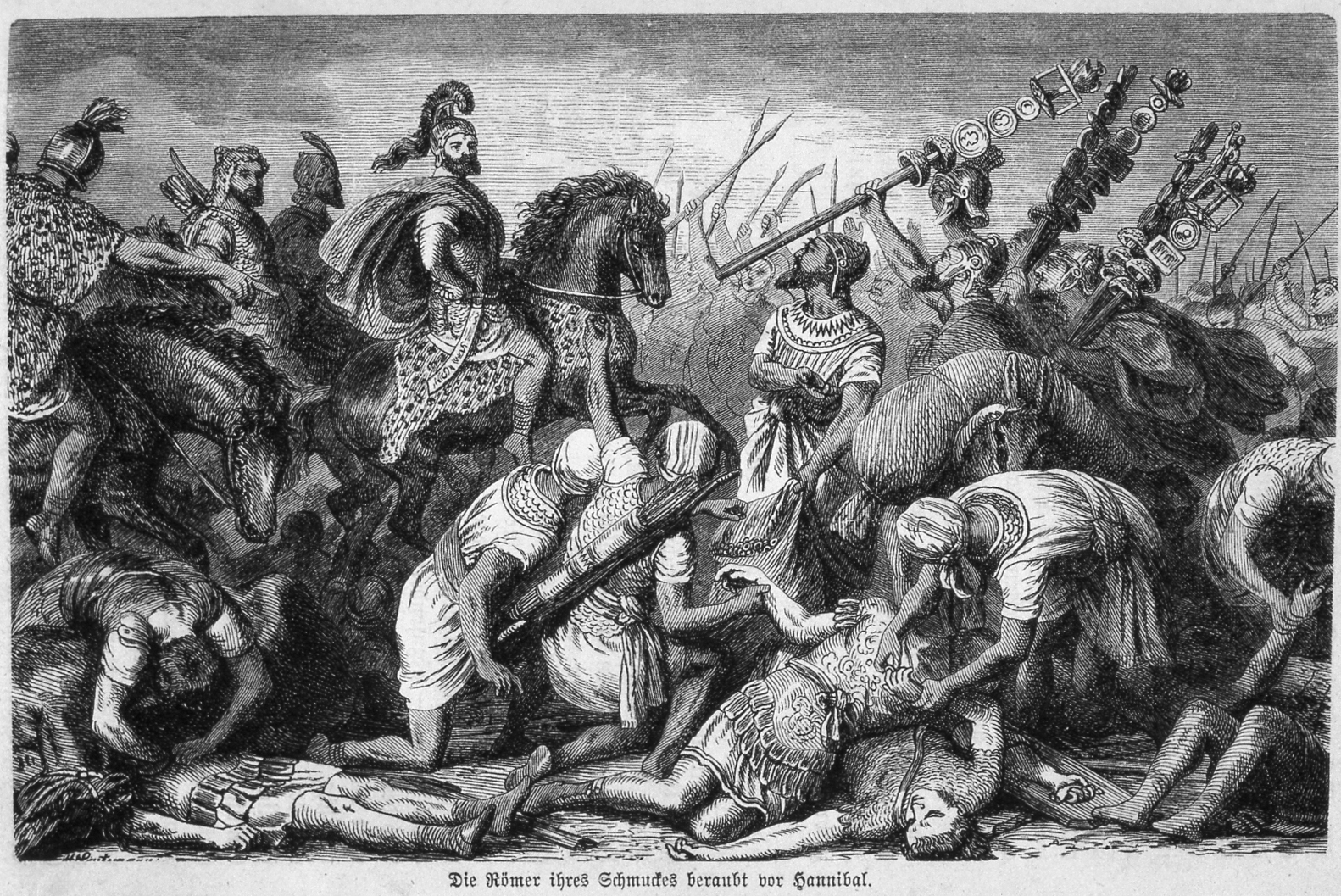
第二次ポエニ戦争のカンナエの戦いは戦闘シーンの参考にされた

〈落とし子の戦い〉のシーンの撮影には25日間、500人のエキストラ、600人のスタッフ、70頭の馬を要した。CGにより500人のエキストラが8000人の軍に見せかけられた。黒澤明の映画『乱』が参考とされた。
ミーリーンでのドラゴンの戦闘シーンは、第二次世界大戦中のスーパーマリン スピットファイアの空中戦闘が参考とされた。

### キャスティング
ラムジー役のイワン・リオンは本エピソードが最後の出演となった。

## 評判

### 視聴者数
本エピソードは766万人に視聴された。

### 賞
第68回プライムタイム・エミー賞で、本エピソードは視覚効果賞視覚効果部門、メイクアップ賞シングルカメラ・シリーズ部門、編集賞シングルカメラ・ドラマシリーズ部門、音響賞コメディ/ドラマシリーズ部門(1時間)、監督賞ドラマシリーズ部門、脚本賞ドラマ部門を受賞した。また、助演男優賞ドラマ部門にノミネートされたジョン・スノウ役のキット・ハリントンは本作を提出した。

## 参照
1. ↑  Hibberd, James (2015年6月25日). “Game of Thrones directors revealed for mysterious season 6”. Entertainment Weekly. 2015年6月26日閲覧。
2. ↑  Schwartz, Terri (2016年6月20日). “Game of Thrones: The Real-Life Battles That Inspired "Battle of the Bastards"”.   IGN. 2016年6月20日閲覧。
3. 1 2  Hibberd, James (2016年6月19日). “Game of Thrones: Battle of the Bastards director speaks out”.   Entertainment Weekly. 2016年6月20日閲覧。
4. ↑  Metcalf, Mitch (2016年6月21日). “Top 150 Sunday Cable Originals & Network Finals: 6.19.2016”.   ShowbuzzDaily. 2016年6月21日閲覧。
5. ↑  Porter, Rick (2016年6月14日). “Sunday cable ratings: ‘Game of Thrones’ and ‘Silicon Valley’ hold steady”.   TV by the Numbers. 2016年6月14日閲覧。